# Josefine Intelhus
Josefine Intelhus (født 15. august 1998 i Oslo, Norge) er en kvindelig norsk håndboldspiller som spiller for Vipers Kristiansand.